# Ibrahim Afellay
Ibrahim Afellay - em árabe, إبراهيم أفيلاي - (Utrecht, 2 de abril de 1986) é um ex-futebolista neerlandês de origem marroquina que atuava como meio-campista.

## Carreira

### PSV
Foi revelado pelo PSV Eindhoven, chegando ao time principal em 2004, aos 17 anos. Muito habilidoso e veloz, Afellay logo chamou a atenção de grandes clubes europeus.

### Barcelona
Após diversas especulações, acertou com o Barcelona no dia 15 de novembro de 2010. Os valores da negociação foram baixos, apenas 3 milhões de euros. Ele foi apresentado em dezembro e integrado ao elenco do clube catalão em janeiro de 2011.
Sua estreia ocorreu contra o Athletic Bilbao, pela Copa do Rei, onde o Barcelona empatou em 1–1 e se classificou para as quartas-de-final. Seu primeiro gol foi no mesmo torneio, ajudando o Barça a vencer o Almería por 3–0.
No dia 22 de setembro de 2011, Afellay rompeu o ligamento do joelho esquerdo durante um treino, o que o deixou aproximadamente seis meses fora dos gramados. Foi operado e só voltou a jogar em fevereiro de 2012.

### Schalke 04
No dia 31 de agosto de 2012 foi emprestado por uma temporada ao Schalke 04. Após várias lesões seguidas, retornou aos gramados pelo Barcelona no dia 26 de janeiro de 2014, num jogo contra o Málaga.

### Olympiacos
No dia 10 de agosto de 2014 foi emprestado ao Olympiacos por uma temporada.

### Stoke City
Ao final de seu contrato com o Barcelona, no dia 27 de julho de 2015 acertou sua transferência para o Stoke City. Ele assinou por duas temporadas.

### Aposentadoria
Anunciou oficialmente a aposentadoria dos gramados no dia 1 de fevereiro de 2021, aos 34 anos. Declarou que gostaria de ter jogado mais uma temporada, mas não recebeu nenhuma proposta desde a última janela de transferências do verão europeu, quando deixou o PSV.

## Seleção Nacional
Estreou pela Seleção Holandesa no dia 28 de março de 2007, na vitória de 1–0 contra a Eslovênia. Um ano depois foi convocado pelo técnico Marco van Basten para a Euro 2008, sendo o jogador mais jovem do elenco.
Esteve também na Copa do Mundo de 2010, novamente como reserva. A Holanda foi vice-campeã, perdendo a final para a Espanha por 0–1 na prorrogação.
| #  | Data                  | Local                   | Adversário       | Placar | Resultado | Competição      |
| -- | --------------------- | ----------------------- | ---------------- | ------ | --------- | --------------- |
| 1. | 12 de outubro de 2010 | Amsterdã, Países Baixos | Suécia           | 2–0    | 4–1       | Elim. Euro 2012 |
| 2. | 12 de outubro de 2010 | Amsterdã, Países Baixos | Suécia           | 4–0    | 4–1       | Elim. Euro 2012 |
| 3. | 25 de março de 2011   | Budapeste, Hungria      | Hungria          | 2–0    | 4–0       | Elim. Euro 2012 |
| 4. | 2 de junho de 2012    | Amsterdã, Países Baixos | Irlanda do Norte | 4–0    | 6–0       | Amistoso        |
| 5. | 2 de junho de 2012    | Amsterdã, Países Baixos | Irlanda do Norte | 5–0    | 6–0       | Amistoso        |
| 6. | 10 de outubro de 2014 | Amsterdã, Países Baixos | Cazaquistão      | 2–1    | 3–1       | Elim. Euro 2016 |
| 7. | 25 de março de 2016   | Amsterdã, Países Baixos | França           | 2–2    | 2–3       | Amistoso        |

## Títulos
PSV Eindhoven
- Eredivisie: 2004–05, 2005–06, 2006–07 e 2007–08
- Copa dos Países Baixos: 2004–05
- Supercopa dos Países Baixos: 2008

Barcelona
- La Liga: 2010–11
- Liga dos Campeões da Europa: 2010–11
- Supercopa da Espanha: 2011
- Supercopa da UEFA: 2011
- Mundial de Clubes: 2011
- Copa do Rei: 2011–12

Olympiacos
- Campeonato Grego: 2014–15

### Prêmios individuais
- Revelação do Futebol Neerlandês do Ano: 2006–07